# Ljudmila Rogačovová
Ljudmila Rogačovová, rusky Людми́ла Васи́льевна Рогачёва, (* 30. října 1966) je bývalá sovětská, později ruská atletka, běžkyně, mistryně Evropy v běhu na 1500 metrů z roku 1994.
Třikrát startovala na olympijských hrách, v Barceloně v roce 1992 získala stříbrnou medaili v běhu na 1500 metrů.
Jejím prvním mezinárodním úspěchem byl titul halové mistryně světa v běhu na 1500 metrů v roce 1991. Nejúspěšnější sezónou pro ni byl rok 1994 - Na halovém mistrovství Evropy vybojovala stříbrnou medaili v běhu na 1500 metrů. V létě se pak stala se mistryní Evropy v běhu na 1500 metrů i držitelkou bronzové medaile z běhu na 800 metrů na evropském šampionátu.

## Osobní rekordy
- 800 metrů - 1:56,82 (1988)
- 1500 metrů - 3:56,91 (1992)